# Curt Warner
Curtis Edward Warner (* 18. März 1961 in Wyoming, West Virginia) ist ein ehemaliger US-amerikanischer American-Football-Spieler. Er spielte auf der Position des Runningback in der National Football League, hauptsächlich für die Seattle Seahawks.

## College
Warner spielte zwischen 1979 und 1982 College Football an der Pennsylvania State University für die Penn State Nittany Lions. In seinem ersten Jahr wurde er noch als Ersatzspieler eingesetzt, wo er bei 84 Läufen 391 Yards und 2 Touchdowns erlief. In seinem zweiten Jahr war er Starter, lief 192-mal und erreichte damit 922 Yards und sechs Touchdowns. Mit den Nittany Lions zog er dann in den Fiesta Bowl 1980 ein, den sie gegen die Ohio State Buckeyes gewannen. 1981 erzielte Warner 8 Touchdowns und 1044 Yards in 171 Läufen. Mit den Nittany Lions zog er dann erneut in den Fiesta Bowl ein, welchen sie gegen die USC Trojans gewannen. Für seine Leistungen wurde er in diesem Jahr erstmals zum All-American gewählt. In seinem letzten Jahr am College erzielte er 1041 Yards und 8 Touchdowns mit 198 Läufen, wofür er erneut zum All-American gekürt wurde. Warner gelangte mit den Nittany Lions in den Sugar Bowl, wo sie nach einem Sieg gegen die Georgia Bulldogs Meister wurden. Bei seinem Abgang hielt er insgesamt 42 Team-Rekorde.
Am 8. Dezember 2009 wurde er in die College Football Hall of Fame aufgenommen.

## NFL

### Seattle Seahawks
Warner wurde als dritter Spieler in der ersten Runde des NFL Draft 1983 von den Seattle Seahawks ausgewählt. In seiner Rookiesaison lief er 334-mal und konnte dabei 13 Touchdowns und 1449 Yards erzielen, womit er die American Football Conference (AFC) anführte und einen wesentlichen Beitrag dazu leistete, dass die Seahawks ihre ersten Play-offs und ihr erstes AFC Championship Game erreichten, welches sie jedoch gegen die Los Angeles Raiders verloren. Er wurde in dieser Saison für den Pro Bowl nominiert und zum All-Pro gewählt. In der folgenden Saison zog er sich im ersten Saisonspiel eine Knieverletzung zu und fehlte darauf die restliche Spielzeit. Die Saison 1986 war seine statistisch beste, da er 1481 Yards erlief und 41 Pässe fing. Er wurde erneut in den Pro Bowl und zum All-Pro gewählt. In der Saison 1987 lief er insgesamt 234-mal und erzielte dabei 8 Touchdowns und 985 Yards, spielte aber nur 12 Spiele, unter anderem weil er sich in Woche 15 eine Knöchelverletzung zuzog. Er wurde jedoch zum jeweils dritten und letzten Mal seiner Karriere in den Pro Bowl berufen und zum All-Pro gewählt. In der Saison 1988 erlief er in 266 Läufen 1025 Yards und 10 Touchdowns, was seine letzte Saison war in der er über 1000 Yards erlief. In der Saison 1989 ließen seine Leistungen nach, weshalb er verstärkt durch John L. Williams ersetzt wurde. Er erlief nur 631 Yards und 3 Touchdowns in 194 Läufen.
Am 27. November 1994 wurde er in den Seattle Seahawks Ring of Honor aufgenommen.

### Los Angeles Rams
Am 30. März 1990 wechselte er zu den Los Angeles Rams. Dort wechselte er seine Trikotnummer von 28 zu 21. Am 7. November 1990 wurde er von den Rams entlassen, woraufhin er seine Karriere nach acht Saisons beendete.

## Sonstiges
Warner wurde im MLB Draft 1979 in der 32. Runde von den Philadelphia Phillies ausgewählt.
Warner und seine Frau gründeten nach der Geburt ihrer an Autismus leidenden Zwillinge die Curt Warner Autism Non-Profit Foundation.